# Церковь Иоанна Богослова (Ленина, хутор)
Церковь Иоанна Богослова (Храм Иоанна Богослова) — православный храм в хуторе Ленина Белокалитвенского района Ростовской области. Относится к Белокалитвенскому благочинию Волгодонской епархии.

## История
Когда в 1850 году была образована первоначально входившая в Донецкий округ Области Войска Донского станица Владимирская, от расположенной на том месте крестьянской слободы Ивановки станице по наследству перешла деревянная Успенская церковь, построенная на средства помещицы М. И. Бобриковой. В 1874 году станичные казаки возвели новый храм на средства своего сотоварища Степана Шевырева. Старую церковь в 1878 году продали в хутор Свинарев Усть-Белокалитвенской станицы, где она получила имя Иоанна Богослова. К её приходу относились жители хуторов — Свинарев (ныне им. Ленина), Бородинов и Поцелуев.
Когда этот храм прекратил свою деятельность — неизвестно. Приход храма апостола и евангелиста Иоанна Богослова был зарегистрирован в декабре 2002 года.
Настоятель храма Иоанна Богослова — иеромонах Феодосий (Шаповалов).